# 高羽町 (神戸市)
高羽町（たかはちょう）は兵庫県神戸市灘区の町名の一つで、旧・高羽村（高羽字）の北は神戸市主要地方道山麓線、南は阪急神戸線に挟まれた区域。郵便番号：657-0023。（地図 - Google マップ）

## 地理
南は阪急線を挟み楠丘町、西は南から順に宮山町、山田町、北は西から順に曾和町、寺口町、北東は石屋川を挟み北から順に土山町、東灘区御影山手。東から順に一～五丁目を有する。

## 施設
- 丹生神社
- 神戸市立高羽小学校

## 人口統計
令和2年国勢調査（2020年10月1日）での世帯数1,021、人口2,005、うち男性948人、女性1,057人
。